# Suillia pilimana
Suillia pilimana – gatunek muchówki z rodziny błotniszkowatych.
Gatunek ten opisany został w 1862 roku przez F. Hermanna Loewa jako Helomyza pilimana.
Muchówka o ciele długości od 5 do 5,5 mm i matowym czole. Czułki jej mają owłosioną aristę, przy czym długość włosków jest znacznie mniejsza niż szerokość trzeciego członu czułków, ale wyraźnie większa niż szerokość nabrzmiałej nasady samej aristy. Tułów jej cechują: nagie pteropleury i mezopleury oraz cienko owłosiona dolna część tarczki i szeroki, łysy pas na jej dysku. Skrzydła odznaczają się przyciemnionymi żyłkami poprzecznymi oraz wierzchołkami żyłek podłużnych. Przednia para odnóży samca ma trzy początkowe człony stóp zaopatrzone w bardzo długie włoski na zewnętrznych powierzchniach. Narządy rozrodcze samca charakteryzuje prawe edyt o przednim płacie nagim i szerszym niż płat tylny.
Owad znany z Francji, Niemiec, Szwajcarii, Austrii, Włoch, Polski, Czech, Słowacji, Węgier, Ukrainy i Rumunii.